# زايست
زايست Zeist  هي مدينة وبلدية بمقاطعة أوترخت بهولندا.

## طوبوغرافيا
خريطة طوبوغرافية هولندية لبلدية زايست، سبتمبر 2014، (تقرأ بعد ثلاث نقرات على الخريطة).

## أعلام
- هيرمان سنيلين
- مارك أوفرمارس
- اوبي ونايكه
- إيفا ده خوده
- عيسى كالون

## وصلات خارجية
- الموقع الرسمي